# Сан-Франциський музей сучасного мистецтва
Сан-Франциський музей сучасного мистецтва (англ. San Francisco Museum of Modern Art, скор. SFMOMA) — художній музей в Сан-Франциско, де зберігається велике зібрання творів мистецтва кінця XIX—XXI століття модерністського й сучасного мистецтва. У колекції представлено понад 29 000 творів живопису, графіки, скульптури, фотографії та архітектури, а також артоб'єктів, що становлять сучасні медійні види мистецтва.

## Історія
Музей сучасного мистецтва в Сан-Франциско є приватним, некомерційним підприємством. Музей був створений 1935 року, називався Художнім музеєм Сан-Франциско, і в основу його зборів лягла подарована Альбертом Бендером колекція з 36 творів мистецтва, що включала картину Дієго Рівери «Носильник квітів». Потім зібрання стало стрімко розширюватися внаслідок придбань і передачі на довгострокове експонування приватних колекцій. Наприклад, 2009 року був укладений на 100 років контракт на зберігання колекції Доріс і Дональда Фішерів (1100 робіт, включаючи твори Енді Воргола, Ансельма Кіфера, Александра Колдера, Роя Ліхтенштейна і ін.)
Музей став першим великим зібранням мистецтва XX століття на західному узбережжі США. Тут пройшли перші музейні виставки таких корифеїв сучасного мистецтва як Джексон Поллок, Аршиль Горкі і Кліффорд Стілл.
Музей щорічно вручає престижну премію Bay Area Treasure Award за заслуги в галузі сучасного мистецтва. В різний час нею було відзначено Джорджа Лукаса, Джима Кемпбелла, Лоуренса Халпріна. У 2014 році за внесок в індустріальний дизайн премію отримав Джонатан Айв, який визначив вигляд продукції Apple.
З 1995 року музей розташовується в будівлі в районі на півдні від Маркет-стріт, спроєктованому швейцарським архітектором Маріо Ботта, фіналістом конкурсу 1988 року, в якому також брали участь Тадао Андо й Френк Гері. У центрі музею розташовується атріум, представлений в зовнішньому об'ємі смугастим чорно-білим зрізаним циліндром, що контрастує з іншими частинами будівлі.
На другому поверсі розташована виставка 250 робіт під назвою «Від Матісса до Дібенкорна». Одна з них — робота Матісса 1916 року, що складається з двох частин: «Портрет Сари Стейн» і «Портрет Майкла Стейна».
З 2002 року музеєм керує Ніл Бенезра.

## Колекції
Колекція живопису й скульптури налічує 7 000 творів, створених в період з 1900 року до теперішнього часу, від фовізму й кубізму до поп-арту й мінімалізму, при цьому особлива увага приділяється абстрактному експресіонізму, концептуалізму, німецькому експресіонізму й мистецтву Каліфорнії.
У музеї добре представлено творчість Анрі Матісса, Марселя Дюшана, Анселя Адамса, Франца Марка, Тео ван Дусбурга, Пауля Клее, Джексона Поллока, Мартіна Кіппенбергера, Клауса фон Бруха, Керрі Джеймса Маршалла, Ееро Саарінена та інших.
Музей одним з перших, вже з моменту свого заснування, почав розглядати фотографію як мистецтво. На сьогодні в його зібранні понад 14 000 робіт, починаючи з часу винаходу фотографії в 1830-х роках. Музей спеціалізується на вивченні фотографії Каліфорнії і Заходу США, а також європейського авангарду й американського модернізму. В музеї зберігається найбільша в світі колекція фотографій каліфорнійської «Групи F/64». Являють цінність колекції знімків XIX століття, зібрання художньої та документальної фотографії.
Відділ архітектури та дизайну володіє колекцією архітектурних креслень, моделей, меблів, інсталяцій, які переважно мають експериментальний характер (Широ Курамата, Імзи, Леббеус Вудс або ті, що представляють місцеву школу Bay Area (області Затоки Сан-Франциско).
Відділ медійного мистецтва був створений в 1987 році, одним з перших у США. Там знаходяться роботи Віто Аккончі, Дена Грема, Гері Гілла, Нам Джун Пайка, Ейя-Ліїзи Ахтіли, Метью Барні, П'єра Уїга, відеоінсталяції Піпілотті Ріст, Крістіана Марклея та інших.